# Paul Fratellini
Paul Fratellini (Catania, Sicilia, 1877-Le Perreux-sur-Marne, 1940) fue un payaso de circo francoitaliano. 

## Biografía
Era miembro de la familia de artistas de circo, Fratellini. Era hermano de los payasos François Fratellini y Albert Fratellini.
Su hijo Victor y su nieta Annie Fratellini, siguieron sus pasos. Su hija Violette se casó con Charlie Cairoli, uniendo de esa manera a dos grandes familias de payasos.
Fratellini falleció en Le Perreux-sur-Marne, Francia, en 1940.